# Pranamasana

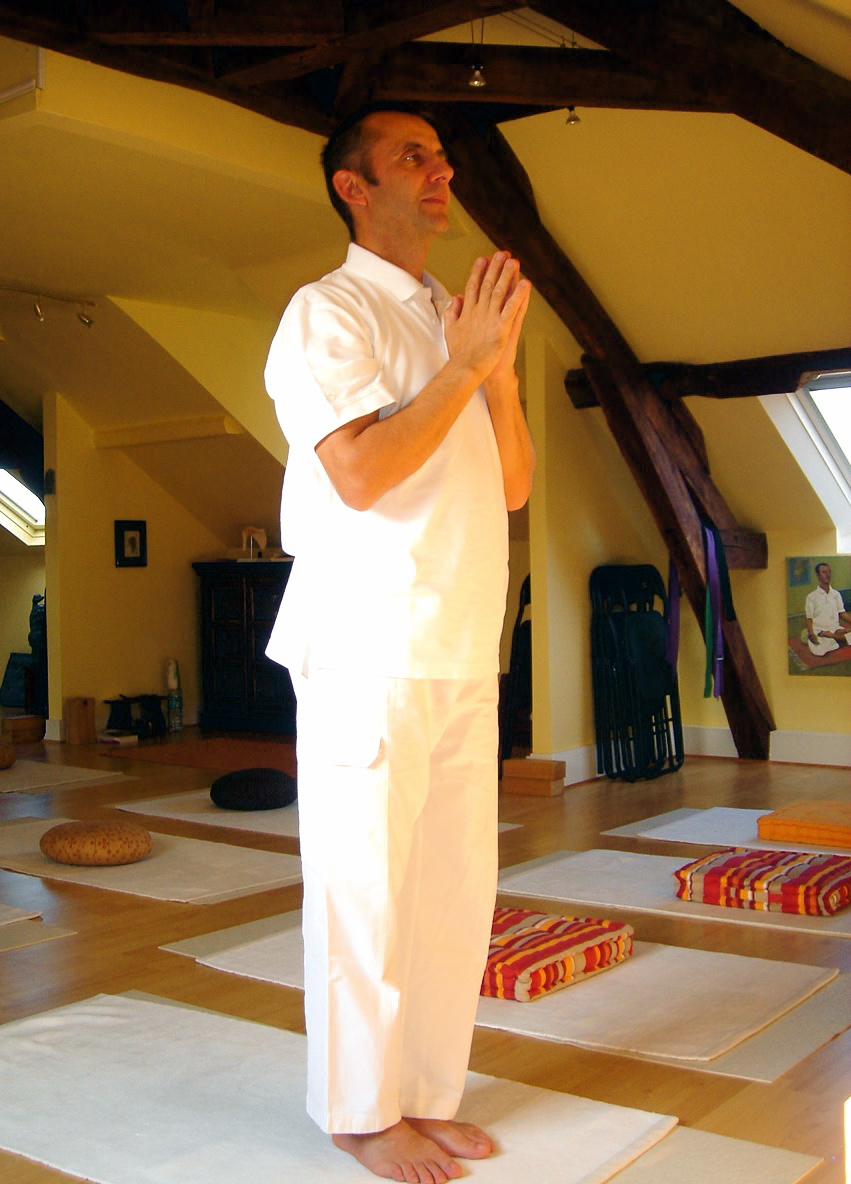
Bidhouding
Pranamasana

Pranamasana (Sanskriet voor bidhouding of groethouding) is een veelvoorkomende houding of asana. De bidhouding maakt deel uit van de zonnegroet.
| Sanskriet | vertaling                   |
| pranam    | neerwerping, groet          |
| asana     | houding (letterlijk: 'zit') |

## Beschrijving
De bidhouding is een staande houding. De benen staan stevig en geaard op de grond. De knieën zijn iets gebogen, waardoor ze niet op slot dreigen te komen. De handpalmen zijn tegen elkaar gedrukt in de namasté. Strek de schouders opzij, zodat de spanning vermindert en laat ze ontspannen naar beneden zakken. De voeten staan iets van elkaar ter breedte van de schouders, parallel met de tenen vooruit. De rug is recht, wat veel mensen de indruk geeft dat ze iets met het bovenlichaam naar voren hangen.
Adem in de taille in, met de aandacht naar onderen gericht, in de richting van de stuit. Rek de kruin naar boven, waardoor de ruggengraat zich verlengt en recht staat. Houd deze houding enkele ademhalingen tot een hele meditatiesessie vast.
De berghouding oogt eenvoudig. De moeilijkheid zit erin dat de houding foutloos uitgevoerd dient te worden, gezien de houding een fundament vormt voor veel andere houdingen. Bij een goede uitvoering is de Berg een stevige houding, die ook als meditatiehouding in hatha-yoga geschikt is.